# Martin Schlappner (Politiker)
Martin Schlappner (* 6. Oktober 1931 in Groß-Gerau; † 26. November 2008 in Rüsselsheim) war ein deutscher Volkswirt, Verwaltungsbeamter und Politiker (SPD).

## Leben und Beruf
Nach dem Abitur nahm Schlappner ein Studium der Wirtschafts- und Sozialwissenschaften an der Universität Frankfurt auf, welches er im Jahr 1955 mit dem ersten Staatsexamen und der Prüfung zum Diplom-Volkswirt beendete. Er war zunächst bei einer Baufirma und als freier Mitarbeiter bei der Zeitung Rüsselsheimer Echo tätig, trat 1956 in den Dienst der Kreisverwaltung des Kreises Groß-Gerau ein und wurde später zum Oberverwaltungsrat befördert. Martin Schlappner war verheiratet.

## Politik
Schlappner war Mitglied der SPD. Er war in den Jahren 1956 bis 1996 Stadtverordneter der Stadt Rüsselsheim. Dem Hessischen Landtag gehörte er von 1970 bis 1995 an. Er wurde jeweils im Wahlkreis Groß-Gerau I gewählt. Im Landtag war er vom 1. Dezember 1974 bis zum 4. August 1983 und vom 25. September 1983 bis zum 17. Februar 1987 Vorsitzender des Ausschusses für Umweltfragen.
Im Jahr 1979 gehörte er der 7. und im Jahr 1984 der 8. Bundesversammlung an.

## Ehrungen
- 19xx: Verdienstkreuz am Bande der Bundesrepublik Deutschland
- 1983: Verdienstkreuz 1. Klasse der Bundesrepublik Deutschland
- 2006: Willy-Brandt-Medaille